# Forbia

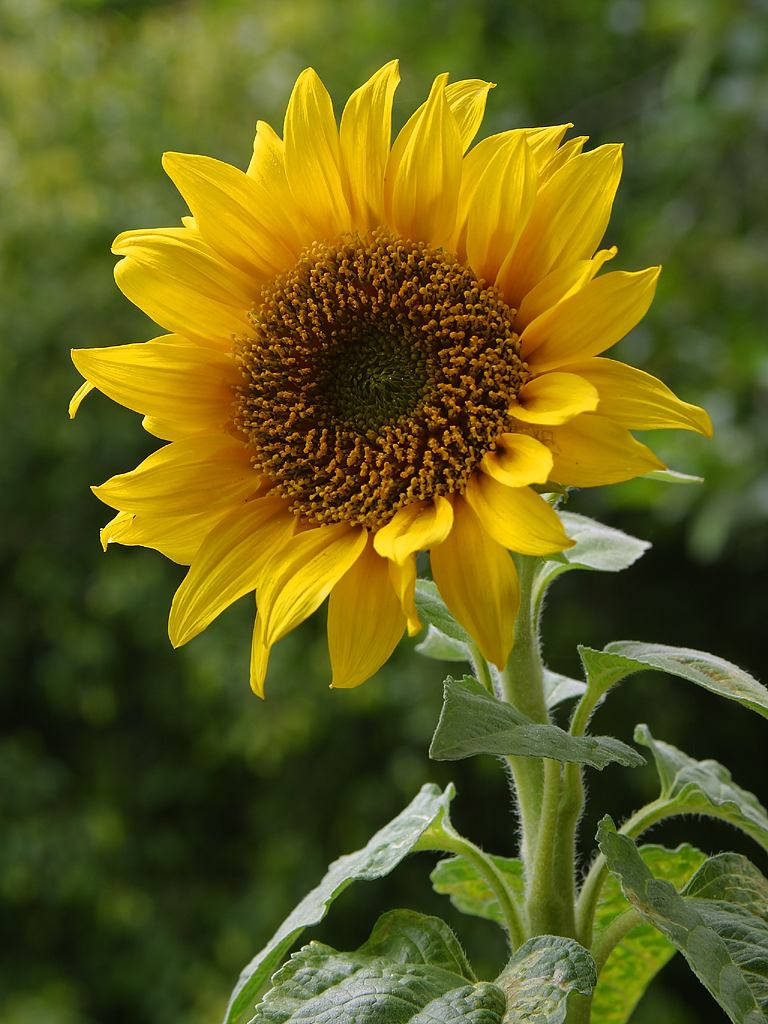
Girasol (Helianthus annuus), una forbia.

Una forbia es una planta herbácea. En general se diferencia de las plantas graminoides (gramíneas, Cyperaceae o Juncaceae) por tener hojas anchas. El término es utilizado en biología y en ecología vegetal, especialmente en relación con las praderas y sotobosque.

## Etimología
Forbia se deriva del griego φορβή (phorbḗ), pasto o pastura. La ortografía "phorb" se utiliza a veces, y en uso antiguo esto a veces incluye gramíneas y otras plantas actualmente no consideradas forbias.

## Forbias y comunidades ecológicas
Las forbias son miembros de un gremio - un grupo de especies de plantas con forma de crecimiento similar. En ciertos contextos en ecología, la pertenencia a un gremio a menudo puede ser más importante que las relaciones taxonómicas entre organismos.

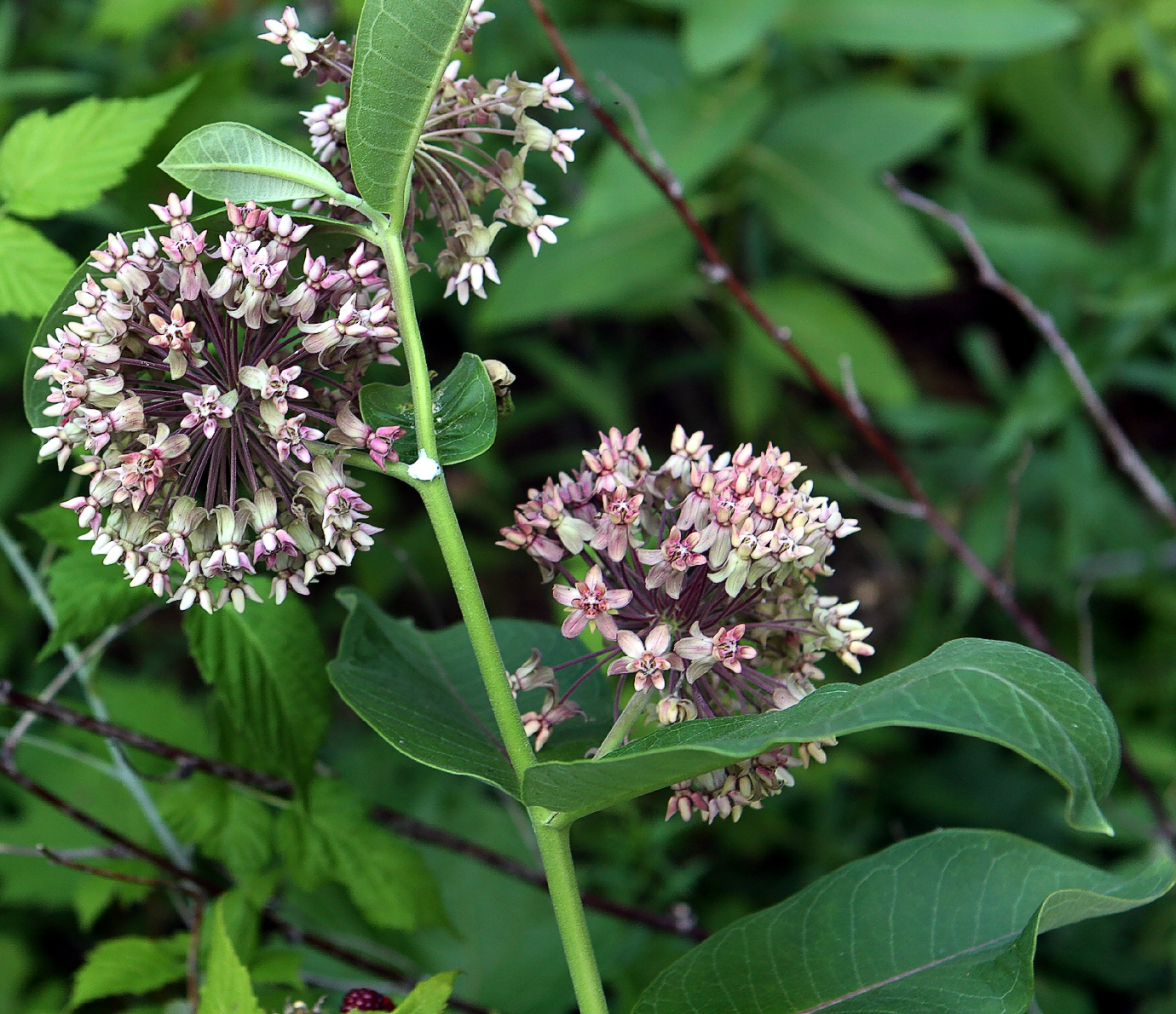
Asclepias

## Forbias en uso informal
Además de su uso en ecología, la palabra forbia puede usarse para subdividir guías populares de flores silvestres, distinguiéndolas de otras categorías como gramíneas, ciperáceas, arbustos y árboles.
Algunos ejemplos de forbias son el trébol, girasol, Hemerocallis, y Asclepias.